# Tove Bengtsson
Tove Bengtsson, född 1986, är före detta spelredaktör på Svenska Dagbladet och var en av programledarna i TV-spelspodcasten Radiogamer som lades ner i juni 2012. Hon är också en av medlemmarna i panelen i spel-, film- och seriepodcasten Nördigt. Hon började skriva spelrecensioner 2007, med början i Stockholms Fria Tidning.